# Ленна
Ленна (італ. Lenna) — муніципалітет в Італії, у регіоні Ломбардія, провінція Бергамо.
Ленна розташована на відстані близько 510 км на північний захід від Рима, 70 км на північний схід від Мілана, 28 км на північ від Бергамо.
Населення — 622 особи (2014).

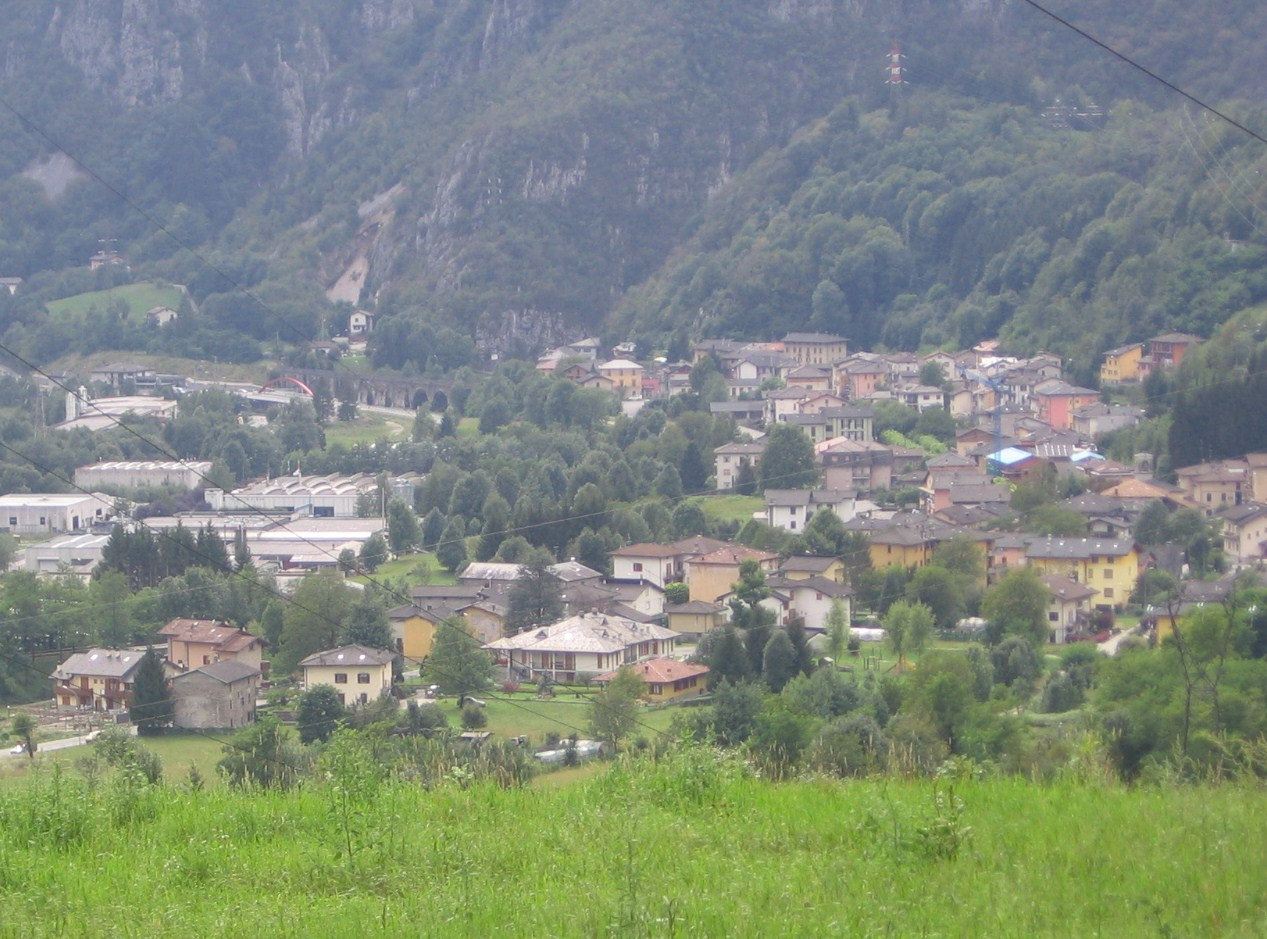

Щорічний фестиваль відбувається 13 грудня. Покровитель — Santa Lucia.

## Демографія
Населення за роками:

Станом на 1 січня 2023 року в муніципалітеті офіційно проживали 33 іноземці з 12 країн, серед них 11 громадян країн Євросоюзу та 1 громадянин України.

## Сусідні муніципалітети
- Камерата-Корнелло
- Доссена
- Моїо-де'-Кальві
- П'яцца-Брембана
- Ронкобелло
- Сан-Джованні-Б'янко
- Вальнегра